# Hyloxalus littoralis
Hyloxalus littoralis är en groddjursart som först beskrevs av Jaime E. Péfaur 1984.  Hyloxalus littoralis ingår i släktet Hyloxalus och familjen pilgiftsgrodor. IUCN kategoriserar arten globalt som livskraftig. Inga underarter finns listade i Catalogue of Life.